# David A. Wagner
David A. Wagner (1974) è un crittografo e crittanalista statunitense.
È professore di informatica presso l'Università della California - Berkeley ed è ben noto per le sue ricerche nel campo della sicurezza informatica ed in quello crittografico. Ha pubblicato un paio di libri e più di 90 saggi scientifici, tra cui da segnalare:
- la scoperta di una debolezza nell'implementazione SSL nel browser Netscape Navigator (1995) (con Ian Goldberg) [1];
- la crittanalisi del cifrario CMEA (1997), utilizzato in molti cellulari degli Stati Uniti d'America (con Bruce Schneier);
- lo sviluppo del cifrario a blocchi Twofish (1998), presentato come candidato per l'AES (con Bruce Schneier, John Kelsey, Doug Whiting, Chris Hall e Niels Ferguson);
- l'invenzione dello slide attack (1999), una nuova forma di crittanalisi (con Alex Biryukov); l'invenzione dell'attacco a boomerang; l'invenzione della crittanalisi mod n (quest'ultima con Bruce Schneier e John Kelsey);
- la crittanalisi del protocollo Microsoft PPTP (1999) (con Bruce Schneier e "Mudge");
- la crittanalisi del cifrario a flusso A5 utilizzato nel sistema GSM (2000) (con Alex Biryukov e Adi Shamir);
- la crittanalisi del WEP, il protocollo utilizzato nello standard 802.11 per cifrare le connessioni "WiFi"  (con Nikita Borisov e Ian Goldberg).